# Saki Akai

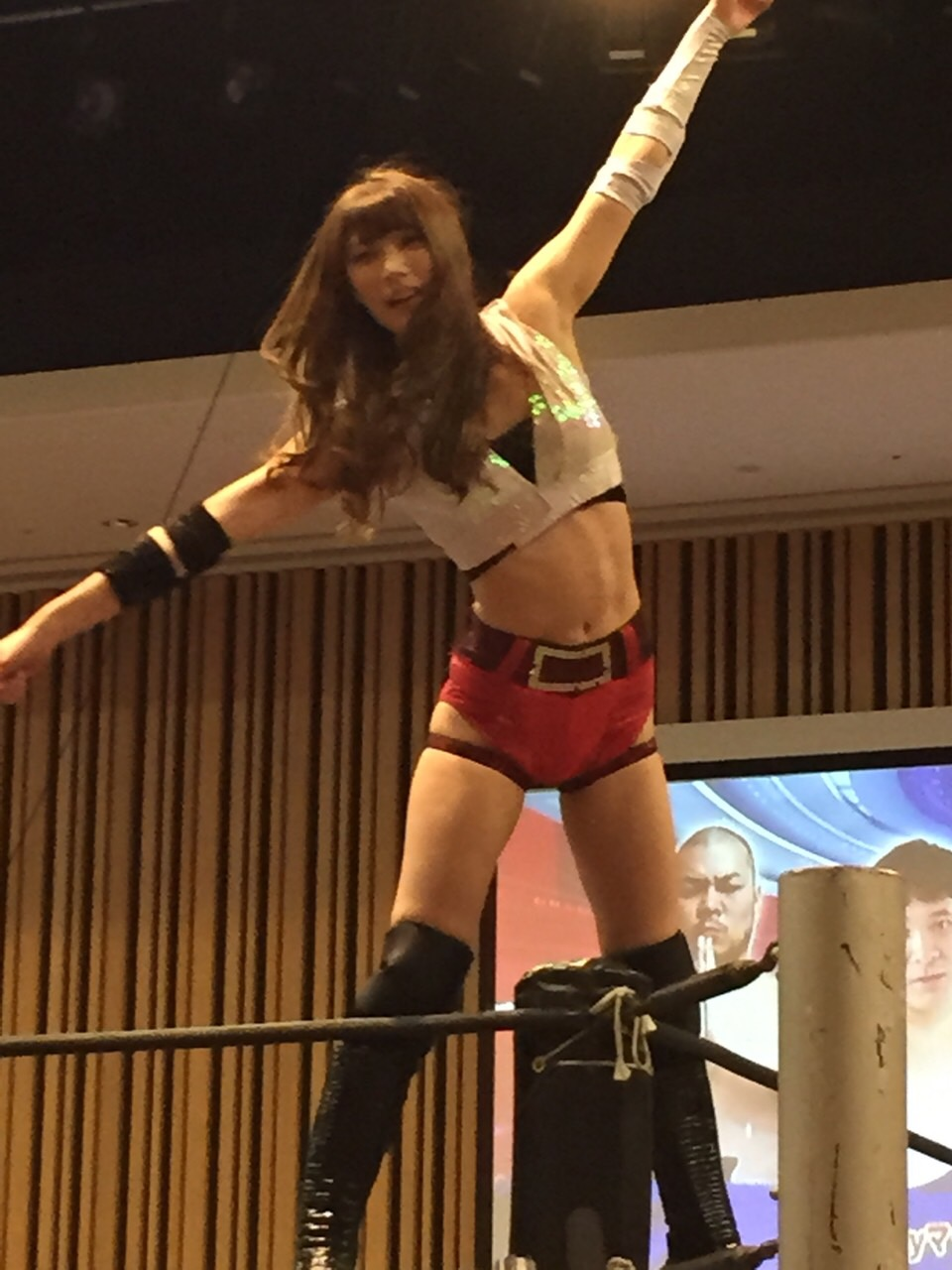
Saki Akai w ringu w 2015

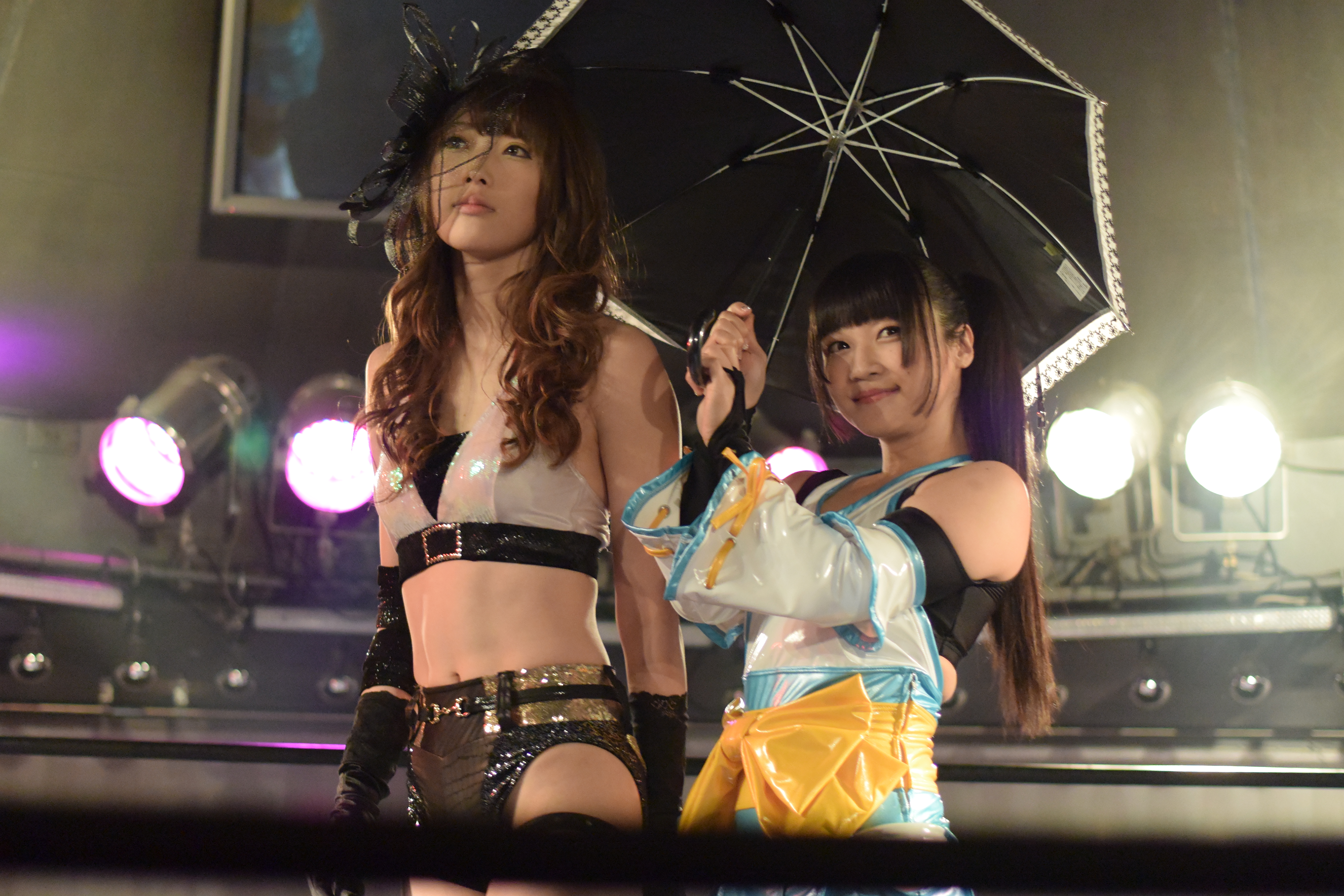
Saki Akai (z lewej) odgrywająca swój gimmick u boku Ai Shimizu

Saki Akai (jap. 赤井沙希 Akai Saki; ur. 24 stycznia 1987 w Kioto) – japońska wrestlerka, modelka i aktorka.

## Życiorys
Saki Akai urodziła się 24 stycznia 1987 w Kioto w Japonii. Jest córką boksera Hidekazu Akai. Gdy miała 3 lata, jej rodzice się rozwiedli. Rzadko widywała ojca. Jak sama twierdzi, Hidekazu Akai nie uważał ją za swoją córkę. Opiekowała się nią matka, która pracowała w restauracji.
Jako modelka, Saki Akai pracowała między innymi dla kampanii reklamowej Asahi Kasei.
Trenowała wrestling pod nadzorem Cherry i Masy Takanashi. Po raz pierwszy wzięła udział w nagrywanej walce 1 czerwca 2011 w organizacji Ice Ribbon. Razem z Hikaru Shidą zremiswoała w pojedynku przeciwko tag teamowi Makoto i Tsukasy Fujimoto. Był to jej jedyny występ w roli zawodniczki, aż do sierpnia 2013, kiedy na arenie Ryōgoku Kokugikan w czasie gali organizacji Dramatic Dream Team miał miejsce jej oficjalny debiut. Od 2014 jest też związana z organizacją Tokyo Joshi Pro.
W 2014 została wyróżniona przez magazyn Tokyo Sports jako debiutantka roku.

## Filmografia

### Filmy
| Rok  | Film                                                                        | Rola          | Dodatkowe informacje |
| ---- | --------------------------------------------------------------------------- | ------------- | -------------------- |
| 2009 | Maicching Machiko sensei: Muteki no oppai bancho taiman shobu de maicchingu | Ginko         | Direct-to-video      |
| 2016 | Daikaijû mono                                                               | Risa          |                      |
| 2018 | Lady Ninja: Aoi kage                                                        | Kujou Konatsu |                      |

### Seriale
| Rok  | Serial                              | Rola             |
| ---- | ----------------------------------- | ---------------- |
| 2001 | Hyakujû sentai Gaorenjâ (gościnnie) | Studentka        |
| 2010 | Dohyō Girl!                         | Hanako Tsujimaki |
| 2010 | Tomehane!                           | Kyoko Kamo       |
| 2011 | Muscle girl!                        | Himawari         |

## Inne media
Postać na niej wzorowana, hostessa Saki, wystąpiła w grze komputerowej Yakuza 6. Saki Akai podkładała pod nią głos.

## Mistrzostwa i osiągnięcia
- All Japan Pro Wrestling
  - AJPW TV Six Man Tag Team Championship (1 raz)
- Best Body Japan Pro-Wrestling
  - BBW Women's Championship (1 raz)
- Dramatic Dream Team
  - DDT Iron Man Heavy Metal Championship (24 razy)
  - KO-D Six Man Tag Team Championship (2 razy) – z Yukio Sakaguchim (2 razy), Kazusadą Higuchim (1 raz) i Hidekim Okatanim (1 raz)
- Tokyo Joshi Pro
  - Princess Tag Team Championship (4 ray) – z Misao (1 raz), Azusą Christie (1 raz), Mei Saint-Michel (1 raz) i Yuki Arai (1 raz)
- Tokyo Sports Awards
  - Debiutantka roku (2014)[3]